# Metalepsis heinrichi
Metalepsis heinrichi là một loài bướm đêm trong họ Noctuidae.